# Turbo Esprit
Turbo Esprit es un videojuego publicado por Durell Software en 1986 para ordenadores de ocho bits.

## Innovación
Fue de los primeros juegos en permitir libre circulación por un mapa, siendo una influencia en juegos posteriores incluyendo Grand Theft Auto.

## Desarrollo del juego
El objetivo principal es evitar una entrega de droga. Para ello hay que perseguir vehículos y destruirlos. Se penaliza el golpeo de otros coches del escenario, y además el coche del protagonista puede arder si se estrella a gran velocidad.

## Localización
Como nota curiosa, la versión en español dice que la acción se desarrolla en Manhattan, a pesar de ser el mismo juego que se distribuyó a nivel mundial (cuyas calles tienen un marcado acento británico y se conduce por la izquierda).